# Tra due fuochi (film)
Tra due fuochi (Man in the Middle) è un film del 1964 diretto da Guy Hamilton in CinemaScope.
È ispirato al romanzo The Winston Affair scritto da Howard Fast nel 1959.